# بيجو 308 I
بيجو 308 I هي سيارة من تصنيع بيجو، وهي الجيل الأول من بيجو 308، وظهرت هذه السيارة سنة 2007 وسنة 2013، وعُوضت ببيجو 308 II.